# Вулиця Лесі Українки (Луцьк)
Вулиця Лесі Українки — центральна пішохідна вулиця в Луцьку, яка тягнеться від майдану Братський Міст, перетинає вулиці Сенаторки Левчанівської, Кривий Вал, Пушкіна, Крилова, Градний Узвіз та виходить до Театрального майдану в центрі міста. Довжина вулиці Лесі Українки — 730 м. Зародившись ще в епоху середньовіччя, вулиця відігравала роль одного із головних напрямів на заглушецькому передмісті Луцька. Вела від міста на північ та схід. Вздовж неї розташовувалися в різний час до 10 культових споруд. Після XVIII століття вулиця почала інтенсивніше розбудовуватися, саме вздовж неї відбувався розвиток міста на північ. Вулиця із XIX століття була головною у місті. В радянський час стала пішохідною. На вулиці розташовано декілька пам'яток архітектури, вулиця відіграє роль важливої торговельної артерії міста.

## Історія

### Поява вулиці в епоху Середньовіччя
Хоча Луцьк як місто формувався на острівній частині (історико-культурний заповідник колись був островом), проте територія прилеглих урочищ уже з VIII століття становила єдиний поселенський комплекс разом із островом. На це вказують археологічні дослідження, згідно з якими на цих територіях спостерігається щільна житлова забудова, репрезентована рештками напівземлянкових споруд. Ланцюг поселень зафіксований у вигляді суцільної смуги. Тут зокрема виявлено багатий керамічний комплекс та сліди залізообробної діяльності. Від острова ця ділянка була відокремлена річкою Глушець. В ХІІ столітті за фундації князя Мстислава Володимировича на Святій горі цього передмістя був збудований Пречистенський монастир із церквою Успіння Пресвятої Богородиці, до якого від острівної частини вела дорога. Саме це стало основною причиною розвитку дороги, яка стала називатися Пречистенською. Оживленню вулиці сприяв той факт, що в ХІІІ столітті Василько Романович фундував будівництво Василівського монастиря з церквою Святого Василя на сусідній гірці. Ченці цього монастиря опікувалися одним зі шпиталів, розташованих в Окольному замку на острові.

### Литовський період. Розвиток мережі культових будівель
З середини XIV століття уже відома назва території — Помостичі. Тут були доволі міцні укріплення. Рельєф місцевості не тільки робив Помостичі зручним для господарського життя, а й для укріплення. Тому за князівських часів тут був насипаний лише один вал із півночі (тепер це вулиця Кривий Вал, яка перетинається із Лесі Українки). В цей час на Помостичах були дві вежі: Малі ворота на півночі та Глушецька вежа, яка знаходилася над мостом на річці Глушець до острівної частини. Дорога, яка з'єднувала ці вежі, тепер є частиною вулиці Лесі Українки. У той час Пречистенська була однією з двох головних напрямків на заглушецькому передмісті і вела до монастиря й воріт. Імовірно, вже в XV столітті Помостичі з'єднувалися з островом Глушецьким мостом. На майдані поруч із Глушецькими воротами біля мосту був торговий майдан. Пречистенський монастир і хрещаті яри за ним були північною межею князівського Лучеська. Ситуація зберігалася і в пізніші часи. Найімовірніше, саме у XV столітті були збудовані більшість церков на Помостичах уздовж головної дороги. У XVI столітті існували такі храми (див. схему зліва та розділ Додатково):
1. Святого Михайла.
2. Різдва Христового.
3. Святої Параскеви П'ятниці.
4. Успіння Пресвятої Богородиці Пречистенського монастиря.
5. Благовіщення.
6. Святого Василя Василівського монастиря.
7. Воскресіння Христового.
8. Святого Хреста.

З кінця цього століття вулиця починає називатися Олицькою.

### Часи Корони

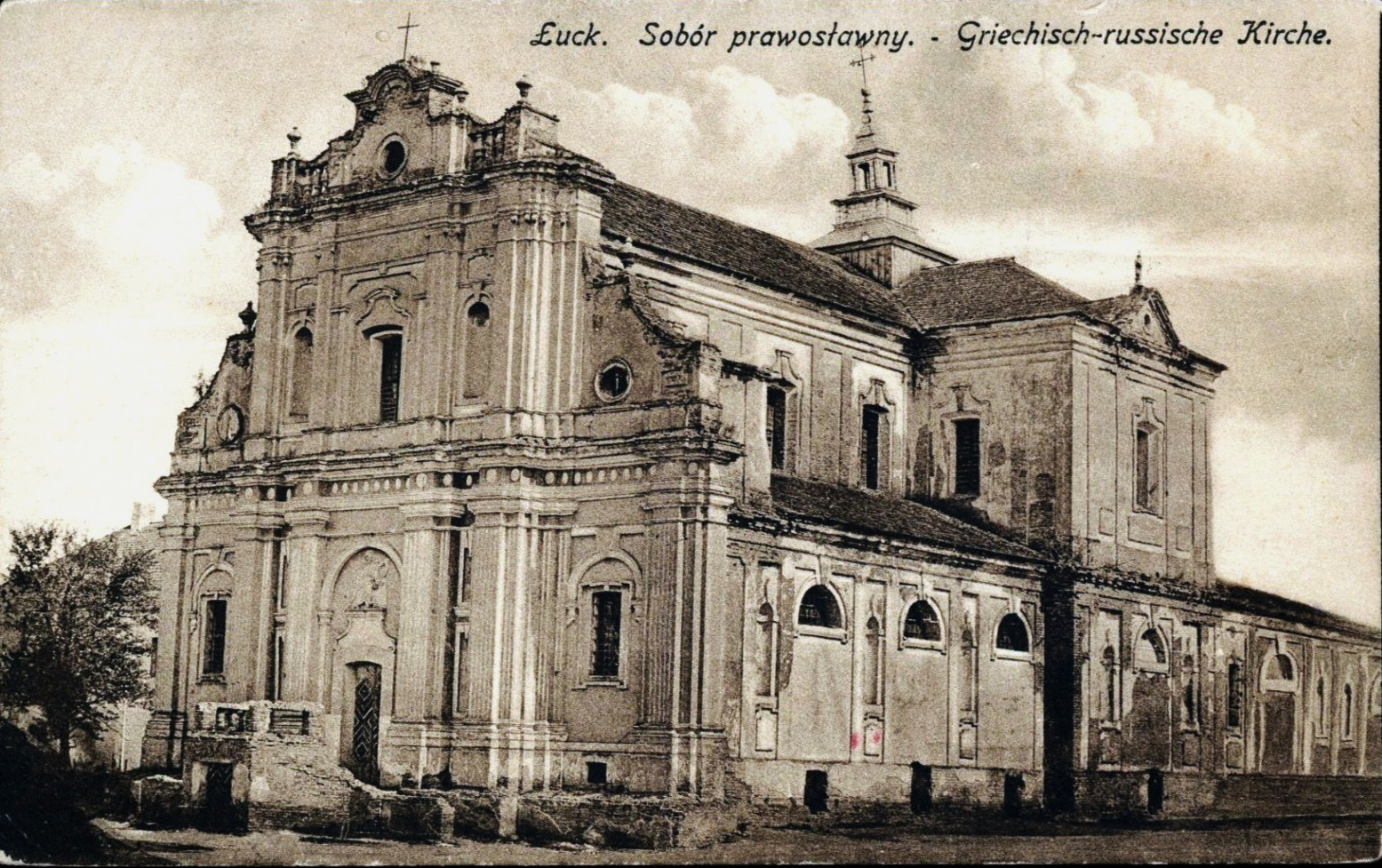
Костел бернардинів після 1750-х років

Наприкінці XVI століття за межею міста був збудований костел Святого Хреста з монастирем. На зламі століть саме Олицькою вулицею відбувалися хресні ходи католицького духовенства та прихожан від кафедри, розташованої в Окольному замку, до костелу Святого Хреста.
У XVIII столітті храм Святого Михайла був переданий ордену тринітаріїв. Спочатку цей храм використовувався ними, але через кілька років на його місці конвент побудував новий монастирський комплекс із костелом у бароковому стилі.
Приблизно в цей час назва вулиці змінилася з Олицької на Дубенську, оскільки нею відбувався зв'язок Луцька з Дубном. Наприкінці цього століття на так званому Марсовому полі поруч із костелом Святого Хреста, який на той час уже належав ордену бернардинів, розмістився один із кінних полків Литовського корпусу. Тут були збудовані казарми та конюшні.

### Новий розвиток у Російській імперії
Після приєднання Волині до Російської імперії, кінний полк Литовського корпусу було виділено у склад Луцького гарнізону. Казарми треба було перенести в інше місце. Причини, з яких активно освоювалася територія за північною межею міста, спонукали не тільки Дубнівську вулицю, а й усе місто розширюватися на північ. Давні укріплення і Малі ворота, які розташовувалися на вулиці, були ліквідовані у 1803 році. Вулиця Дубнівська продовжилася до військових казарм і вийшла на поле між казармами та бернардинським костелом. Це поле було впорядковане і дістало назву Парадного майдану. Казарми перенесли. Вулиця не тільки стала головною артерією колишніх Помостичів, а й набула стратегічного значення, оскільки саме нею відбувався поштовий, торговельний та інший зв'язок із іншими містами імперії.
У другій половині XIX століття відбувалося значне оновлення вулиці та її стрімкий розвиток. У 1860-х роках через Луцьк провели Києво-Брестське стратегічне шосе. І пройшло воно саме вулицею Дубнівською. Це тільки підкріпило важливість та престижність вулиці. Вона одразу ж стала замощеною і отримала нову назву — Шосова. Місто по трохи перенесло громадські установи із острова в район вулиці Шосової. Центр Луцька поволі перемістився на північ вздовж цієї вулиці. В місці її виходу на Парадний майдан збудували критий цирк з атракціонами, а в 1870-х поруч вулиці біля тринітарського монастиря заклали перший міський публічний сад. Напроти нього два електротеатри — «Модерн» та «Ренесанс».

#### Архітектурне розмаїття
Забудова вулиці була різноманітною. Якщо на початку століття архітектурі Шосової (тоді ще Дубнівської) були притаманні дерев'яні будинки та такі, в яких перший поверх був цегляним, а другий дерев'яним, то в останній третині ситуація різко змінилася. Вулиця оновилася в цеглі. Тут змішалися багато архітектурних стилів, популярних у той час у Європі. Важливе місце зайняв так званий цегляний нетинькований стиль, будівлі якого мають багате своєрідне декорування, використовується цегла різних кольорів та форми. Загалом на карнизах кожного будинку вулиці був оригінальний орнамент. Будинки мали аттики різних форм. Дуже поширеним був прийом ставити скульптури у нішах будинків. Різноколірною цеглою виділяли цоколь, перемички, елементи карнизів, утворювали декоративні композиції з фільонок, які вряди-годи заповнювалися горельєфним орнаментом з алебастру. Крім того, всі будинки мали багато кованих елементів екстер'єру: балкони, вазони, решітки, дашки, огорожі, перила та подібне.

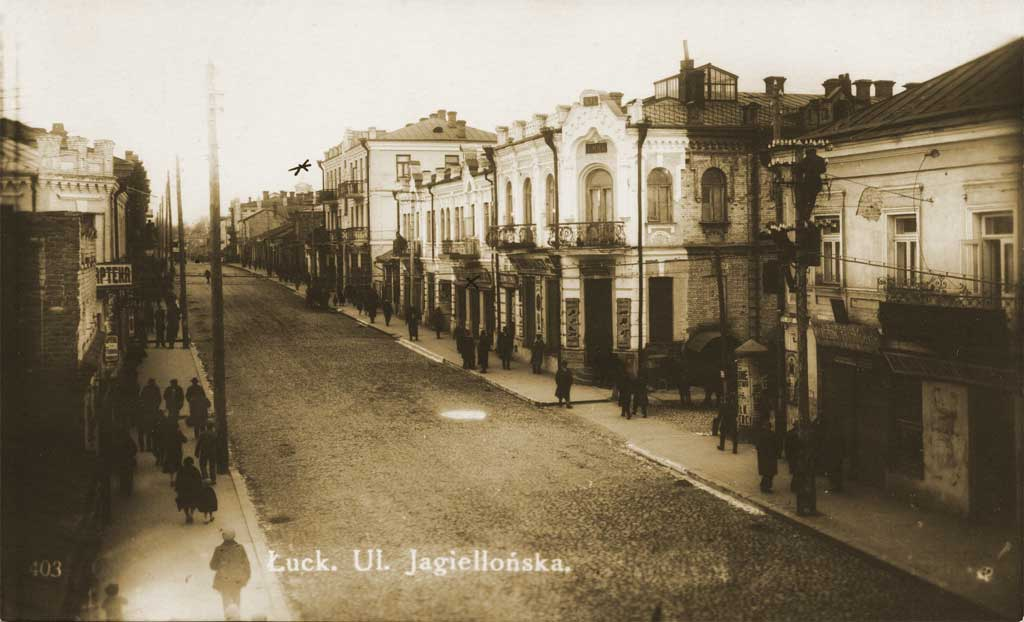
Листівка початку ХХ століття

На Шосейній розташовувалися найпрестижніші готелі «Версаль», «Брістоль», «Європейський», «Волинський», ресторани, знамените кафе «Турецька кава» і престижна чайна «Під шафраном» Луцького товариства тверезості. Зазвичай на першому поверсі будинків були різні магазинчики, а другий та третій відводилися під контори та житло. У 1894 році за ініціативи Луцького Хрестовоздвиженського братства край вулиці була збудована капличка ікони Іверської Божої матері. Трохи глибше за нею був споруджений гранітно-бронзовий пам'ятник імператорові Олександрові ІІІ. Також у цей час на Шосейній луцькою сім'єю домовласників та бізнесменів Кронштейнів було збудовано кілька будинків, які стали окрасою не тільки вулиці, а й усього міста. Одному з них був притаманний стиль італійського Відродження, інший виконаний у стилі ропетовщини. В останній була перенесена головна пошта. Вулиця Шосова стала своєрідним архітектурним музеєм: еклектичні, модерні, стримані в кольорі споруди чергувалися з кількаколірними витворами цегляного стилю. Вкінці XIX століття вулиця стала дуже багатолюдною, і були плани зробити її пішохідною, проте це відбулося пізніше. У ХХ столітті вулицю перейменували на честь Імператора Миколи ІІ. У вересні 1909 році в місті ввели електричне освітлення вулиць. І саме вулиця Імператора Миколи ІІ була першою освітлена електрикою. Під час Першої світової війни вона носила назву Головна.

### Міжвоєнне двадцятиліття

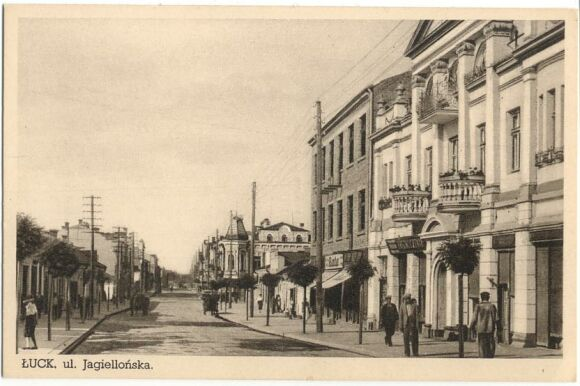
Листівка 1920–1930 років

Вже у 20-х роках ХХ століття, коли Волинь знову увійшла до складу Польщі, ситуація на вулиці дещо змінилася. Після першої світової, коли Головна була переповнена різними прифронтовими управліннями, де зокрема любили проводити час вищі військові чини того часу, вулиця оновлюється. Назву вулиці змінюють: тепер вона називається Ягеллонською. Проїжджу частину замостили кам'яними шестикутниками місцевого виробництва. Було реконструйовано та зведено кілька нових споруд. Серед них виділявся будинок у стилі модерну, збудований акціонерним товариством «Гранберг і Грінберг Стокгольм-Петербург». Загалом вулиця була переповнена різними цукернями, кав'ярнями, ресторанами, готелями, клубами, книгарнями, товариствами, магазинчиками, офісами. До 1927 року на вулиці розташовувалася головна пошта. На Ягеллонській проводилися різні демонстрації, бував Пілсудський.

### Радянський період

Довоєнний пам'ятник Сталіну в Луцьку

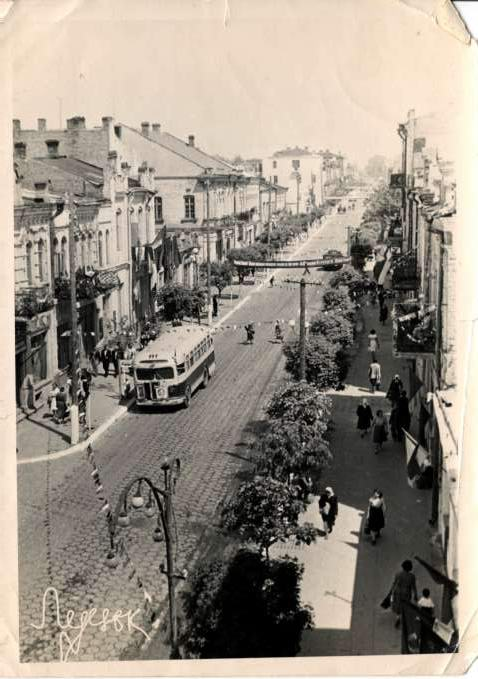
Фото 1950-х років

Після 1939 року назву Ягеллонської змінили на Сталіна й встановили пам'ятник вождю. Сьогодні на місці пам'ятника сквер, де також стоїть пам'ятник секретарю Волинської організації Комуністичної партії Західної України у міжвоєнний період Степанові Бойку. Друга світова війна принесла чималі руїни на вулицю Сталіна. Половина забудови була зруйнована бомбами. Серед них багато будинків цегляного стилю, неоренесансний будинок Кронштейнів та інші. У 1947 році розібрали П'ятницьку капличку, яка стояла неподалік. Після війни вулиця стала називатися Радянською. Колишні невеличкі магазинчики об'єднувалися, робилися широкі вітрини для торгівлі. Внаслідок післявоєнної відбудови вигляд вулиці суттєво змінився. У 1960-х роках була розібрана капличка ікони Іверської Божої матері. Згодом значення Радянської як головної вулиці втрачається. Цю роль бере на себе вулиця Леніна (тепер проспект Волі), яка від колишнього бернардинського костелу ішла на схід. У 1980-х роках на Радянській провели реконструкцію, і вона стала пішохідною. Багато будинків ремонтувалося, оновлювався тиньк, але майже жоден будинок цегляного стилю не був відновленим. На початку 1990-х вулиця отримала назву Лесі Українки.

## Сьогодні

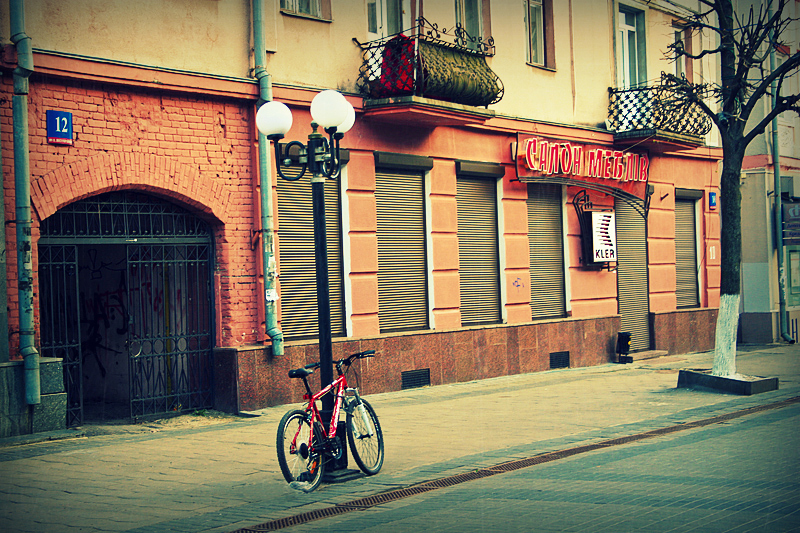
Ліхтар на вулиці

Тепер вулиця Лесі Українки — пішохідна вулиця, яка простягається від Старого міста до центрального Театрального майдану, одна з найлюдніших вулиць середмістя і Луцька взагалі. Тут, як і раніше, багато споруд громадського призначення. Є ресторани, магазини, офіси, житло, державні організації. Серед останніх:
- Луцький місцевий суд
- Управління освіти обласної адміністрації
- Медичний коледж[10]

Також тут розташована Галерея мистецтв, книжковий пасаж; обабіч вулиці у 2010 році був реставрований сквер, в якому встановили знак міст-партнерів Луцька. Також було збудовано кілька нових споруд.

### Будинки
Вулиця Лесі Українки зберігає чимало будинків різних епох та стилів. Старіші будівлі містяться у нижній частині вулиці біля Старого міста, новіші — у верхній поруч із Театральним майданом.
| Номер | Опис | Вигляд |
| ----- | --- | ------ |
| 2     | Будинок Кронштейнів. Збудований у 1890–1894 роках. У 1928 році на цьому будинкові було збито декор і отиньковано. Нині у будинку знаходиться Медичний коледж.                                                          |        |
| 5     | Можливо, найстаріший будинок на вулиці, зведений у цегляному стилі. Пам'ятка архітектури XIX століття. Реставрований.                                                                                                  |        |
| 13    | Приклад одного з видів декору будинків на зламі XIX-ХХ століть. Пам'ятка архітектури. На першому поверсі магазин, на другому житло.                                                                                    |        |
| 32    | Будинок у стилі модерн. Був споруджений у 20-х роках XX століття товариством «Гранберг і Грінберг Стокгольм-Петербург». Зараз приміщення займає ломбард, кафе та житло.                                                |        |
| 53    | Пам'ятка архітектури початку XX століття. Єдиний старий будинок на вулиці Лесі Українки зі збереженим куполом оригінальної форми. Використовується під банк та офіси. Розташовується на перетині з вулицею Кривий Вал. |        |
| 61    | Еклектична будівля з ознаками модерну і класицизму. Пам'ятка архітектури початку XX століття. |        |

## Галерея

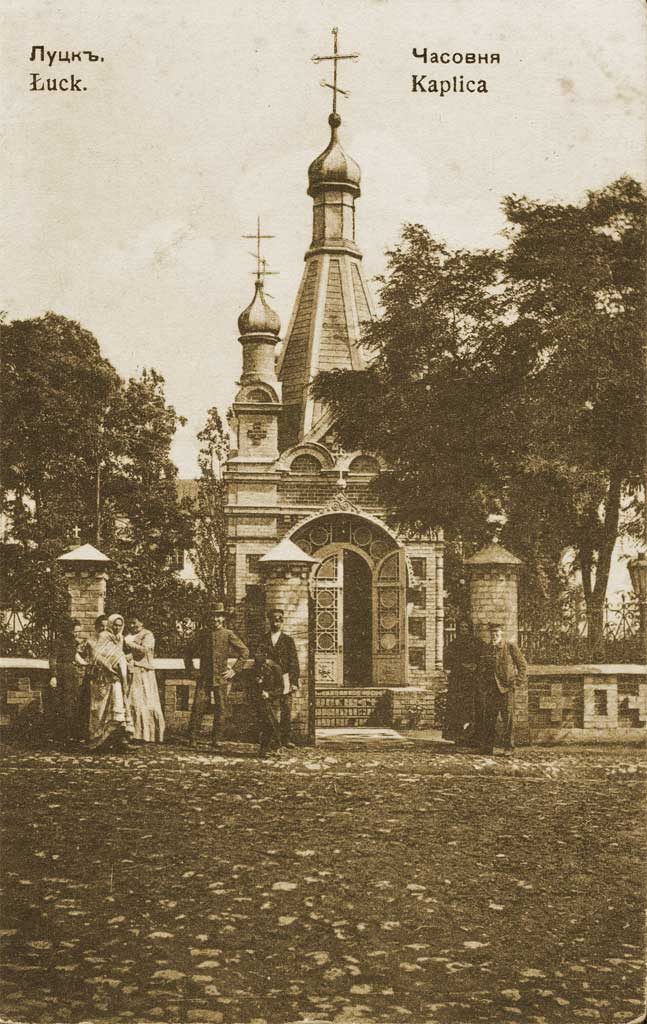
Іверська капличка
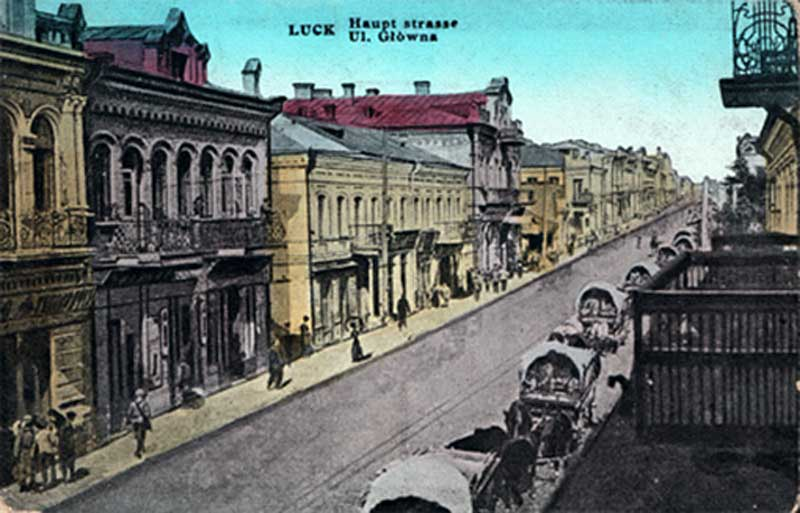
Листівка Першої світової
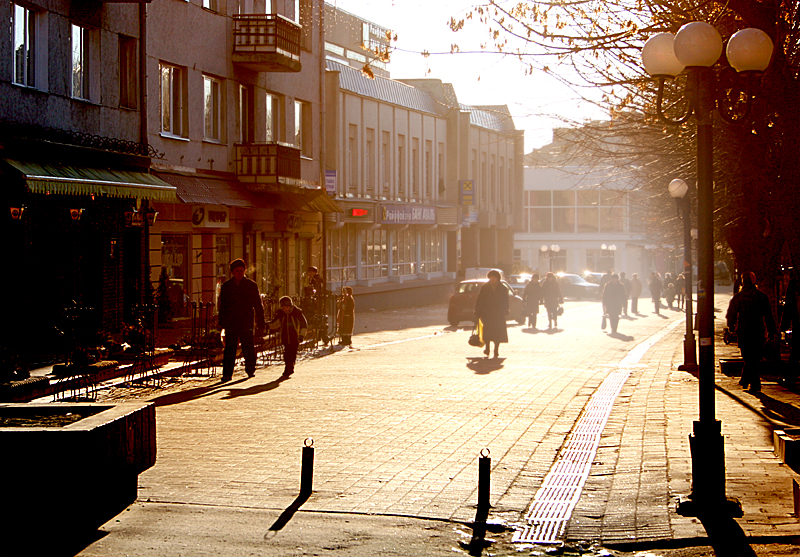
Вигляд вулиці від майдану Театрального
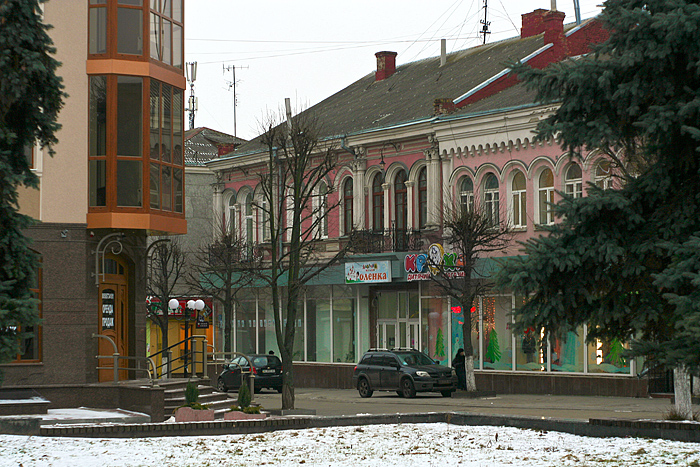
Вигляд вулиці
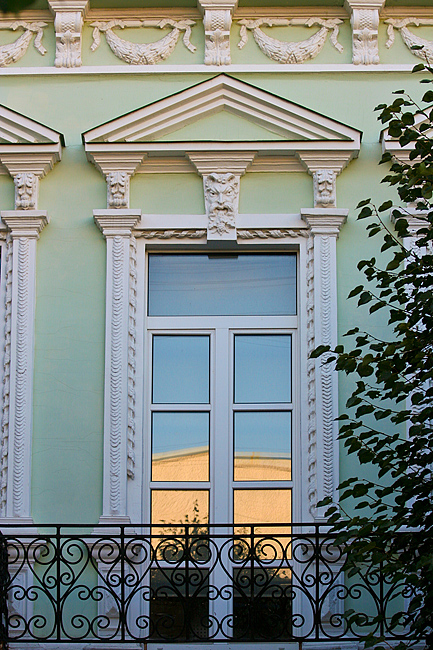
Елемент фасаду
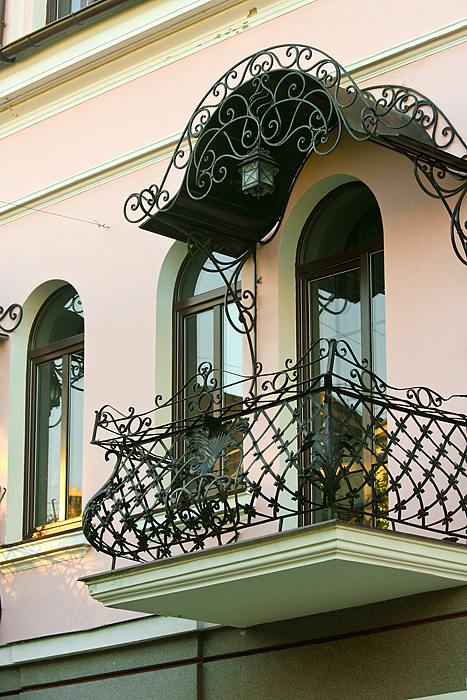
Балкон
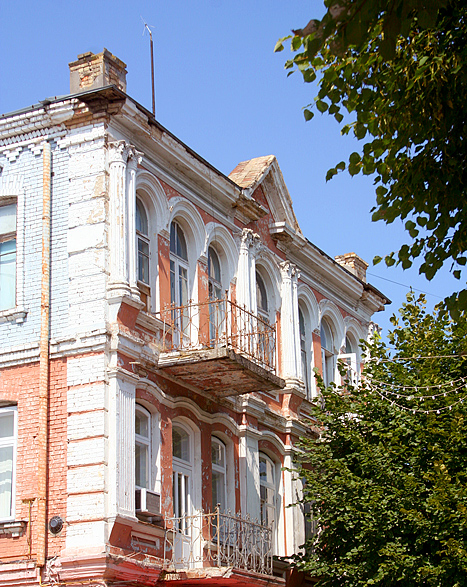
Триповерховий будинок російського стилю
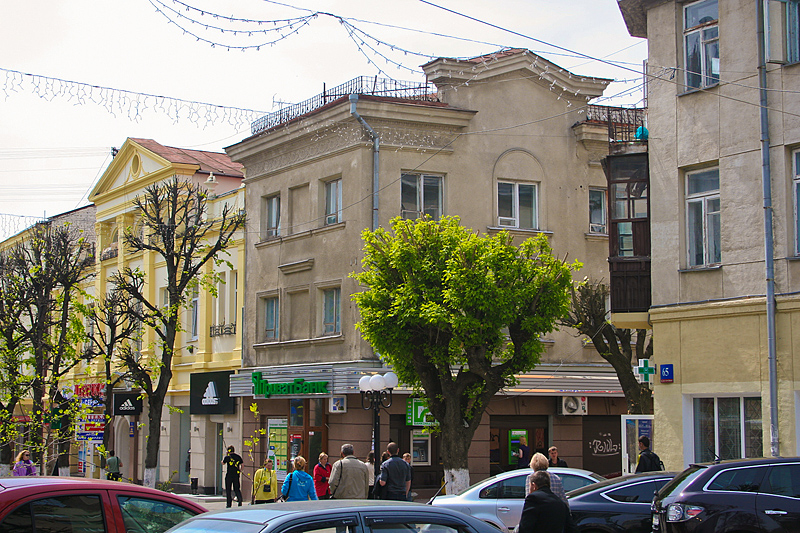
Перетин з вулицею Крилова
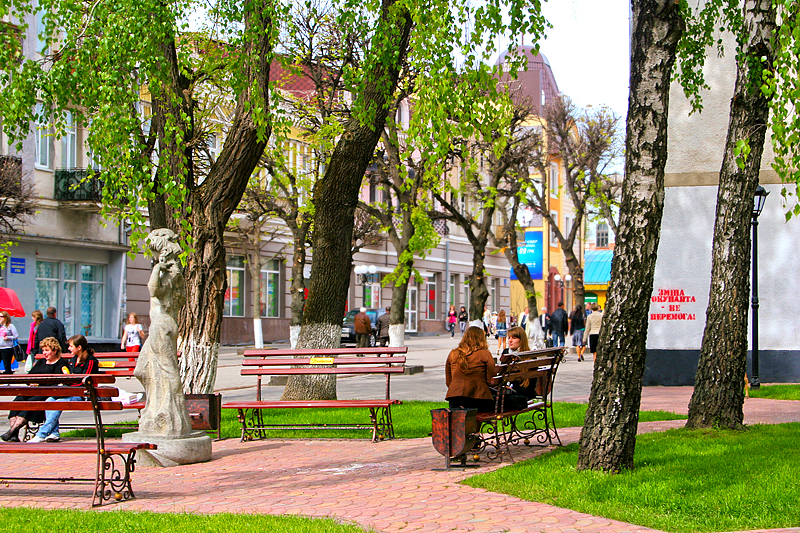
Сквер
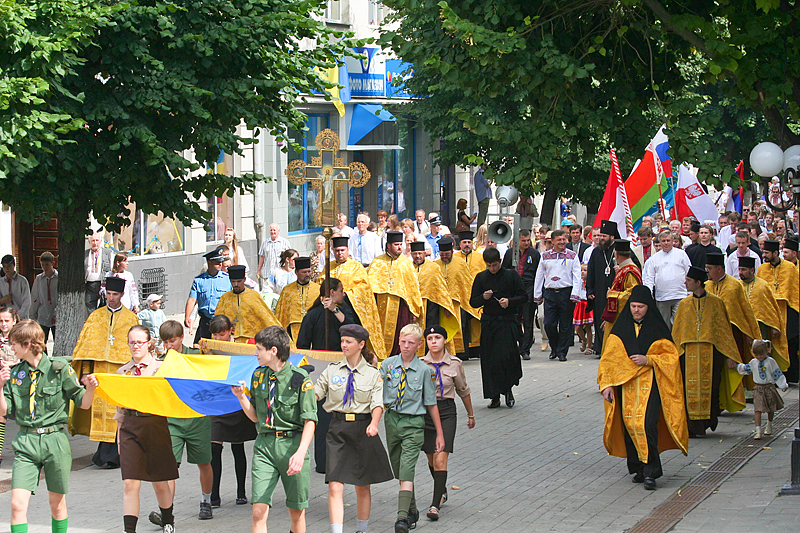
Хода учасників фестивалю «Поліське літо з фольклором» 2010

## Додатково
Опис храмів, які існували (існують) у районі вулиці.
| Номер | Назва                                                  |  | Дата існування                      | Короткі відомості |
| 1     | Святого Михайла                                        |  | XV століття — 1718                  | Свого часу була втягнена в суперечки між греко-католиками та православними. Була кілька разів закрита, пограбована. У 1702 році Данило Братковський заповів цьому храму певну суму грошей. Згодом тут був побудований монастир тринітаріїв, який досі існує. А наприкінці XIX століття — Іверська православна капличка, яку у 1960-х роках знищили. |
| 2     | Різдва Христового                                      |  | XV століття — 1723                  | Храм розташовувався поруч із попереднім. У 1583 році церква була незаконно опечатаною єпископом Іоною. Також була втягнена в унійні змагання. Повернена до православ'я Афанасієм Пузиною. |
| 3     | Святої Параскеви П'ятниці                              |  | ? — кінець XVII століття            | Небагата церква. Втягнена в унійні змагання. Повернена до православ'я Афанасієм Пузиною у 1635 році. У 1648 році священик Григорій забрав із бернардинського храму ікону Святого Михайла, за що був оскаржений. У 1883 році на місці храму була споруджена П'ятницька капличка, яку знищили у 1947 році на будівельний матеріал.                    |
| 4     | Успіння Пресвятої Богородиці Пречистенського монастиря |  | ХІІ століття — 1664                 | Збудований Мстиславом Володимировичем. У 1499 році монастир перейшов у володіння Марії Чорторийської. У 1578 році храм і монастир були пограбовані. Через багатство монастир часто перебував у судових тяганинах, доводилося втручатися навіть королю. У 1664 році була остання згадка про монастир. Цвинтар існував до кінця XIX століття.         |
| 5     | Благовіщення                                           |  | XVI-XVII століття                   | Є вкрай мало відомостей. Підпорядковувалася собору Івана Богослова згідно з інвентаризацією 1607 року. |
| 6     | Святого Василя Василівського монастиря                 |  | ХІІІ століття — 1607                | Фундатором виступив Василько Романович. Ченці монастиря опікувалися шпиталем для хворих і калік, який існував в Окольному замку. Луцький єпископ із невідомої причини у 1550-х роках розігнав монастир, а землі роздав своїм дітям. У 1577 році храм був пограбований. У 1607 році монастир і церква відмічалися пустими і занедбаними.             |
| 7     | Воскресіння Христового                                 |  | Початок XVI століття — початок XVII | Маловідома церква. Розташовувалася за межами міста біля укріплень. У 1607 році вже перебувала у стані руїни. Один із дзвонів перейшов у власність Пречистенського монастиря. У 1610 році вже не існувала. Воскресенське кладовище було ліквідоване 1803 року. Зараз це місце розташовується на перетині вулиць Кривий Вал та Богдана Хмельницького. |
| 8     | Святого Хреста                                         |  | XVI століття — досі існує           | Храм збудований спершу дерев'яним. У 1750-х роках перебудований мурованим архітектором Гіжицьким. У 1860-х забраний у католиків і переданий православним. Тепер це Свято-Троїцький собор. |